# Nawaf Mubarak
Nawaf Mubarak Al-Darmaki (tiếng Ả Rập: نواف مبارك الدرمكي; sinh ngày 31 tháng 8 năm 1981) là một cầu thủ bóng đá người Các Tiểu vương quốc Ả Rập Thống nhất thi đấu cho Al Urooba và Các Tiểu vương quốc Ả Rập Thống nhất ở Cúp bóng đá châu Á 2004. Anh cũng thi đấu cho Al Sharjah và Bani Yas.